# Vorágine (medio digital)
Vorágine es un periódico en línea y sitio web noticioso colombiano fundado por los periodistas Juan Pablo Barrientos, Francisco Escobar, Jose Guarnizo y Laila Abu Shihab. El enfoque principal del sitio es el periodismo investigativo y denuncias hacia la política colombiana.
La web periodística ha sido calificada como un caso de éxito por publicaciones especializadas al surgir durante la pandemia de COVID-19 en Colombia y mantenerse.

## Investigaciones y denuncias
Desde su creación, el estilo periodístico de Vorágine ha sido la realización de investigaciones y denuncias, entre las que se destacaron una contra Iván Duque al descubrirse que no se graduó del Colegio Rochester y contra Carlos Lajud, director de comunicaciones de la Federación Colombiana de Fútbol por acoso sexual y censura. En ambos casos hubo impacto en la opinión pública colombiana.

## Publicaciones
- Arroyo, Ivonne; Abu Shihab, Laila; Guarnizo, José; Barrientos, Juan Pablo (26 de octubre de 2022). Comenzar de cero. rey Naranjo Editores. ISBN 978-958-558-696-3. Consultado el 4 de marzo de 2023.